# Barcea
Barcea è un comune della Romania di 6 222 abitanti, ubicato nel distretto di Galați, nella regione storica della Moldavia.
Il comune è formato dall'unione di 2 villaggi: Barcea e Podoleni.